# Пітер Ван Вуд
Пітер Ван Вуд (італ. Peter Van Wood, 19 вересня 1927, Гаага — 10 березня 2010, Рим) — голландсько-італійський гітарист, співак, автор пісень, актор та астролог.

## Біографія
Пітер ван Гутен народився у Гаазі. Він почав грати на гітарі, коли йому було чотирнадцять років, і він навчався в Гаазькій королівській консерваторії. Одночасно він почав слухати джазових гітаристів і почав грати в невеликих групах в Нідерландах.
Він серед перших застосував електрогітару зі спеціальними ефектами, такими як ехо та реверберація. У 1946 році він виступав на London Palladium, а в 1947 і 1948 роках гастролював по всьому світу, включаючи концерти в театрі «Олімпія» в Парижі та в Карнегі-Хол у Нью-Йорку.
Приблизно в цей час він придбав свою гітару Gretsch White Falcon.
У 1949 році переїхав до Італії. Після серії концертів і шоу в Неаполі з ним зв'язався піаніст і співак Ренато Карозоне, якого попросили зібрати групу на вечір відкриття клубу. Тріо записало кілька альбомів для звукозаписної студії Pathé, а потім стало квартетом після приходу угорського музиканта циганського походження Елека Бачика, що грав на басі, гітарі та скрипці.
У 1954 році Ван Вуд покинув Тріо Карозоне, щоб присвятити себе сольній кар'єрі. Він утворив квартет, який співпрацював з лейблом Fonit, на якому випустив багато успішних записів.
Найвідоміша пісня Ван Вуда — «Butta la chiave», в якій чітко видно «діалог» між текстами, які він співає, та відгуками його «співаючої» гітари, імітуючи негативні відповіді дружини, яка відмовляється пустити чоловіка назад в їхній будинок. До його інших відомих пісень належать «Via Montenapoleone», пісня про одну з найвідоміших вулиць Мілана, «Tre numeri al lotto», «Mia cara Carolina» та «Capriccio».
У 1960-х роках він вирішив присвятити себе астрології і почав писати гороскопи в італійські газети та журнали, продовжуючи паралельно робити музичні записи. Він відкрив нічний клуб «Амстердам 19» у Мілані (до якого переїхав з Неаполя) на Galleria Passarella, де часто виступав як співак і гітарист.
У 1974 році він записав Guitar Magic — інструментальний альбом для звукозапису Vedette Phase-6.
У 1982 році Ван Вуд записав тематичну пісню італійського телешоу La Domenica Sportiva. Він знову став відомим на італійському телебаченні, коли брав участь у футбольному шоу Quelli che... il Calcio, з ведучим Фабіо Фаціо. Після цього він часто виступав у ролі гостя в телевізійних шоу РАІ.
У жовтні 2007 року він подав до суду на гурт Coldplay на один мільйон євро, заявивши, що їх пісня Clocks є плагіатом його пісню «Caviar and Champagne».
Пітер Ван Вуд помер 10 березня 2010 року в Університетській клініці Агостіно Джемеллі в Римі після тривалої хвороби.

## Дискографія

### Trio Carosone

#### 78 об/хв
- 11 gennaio 1951 — Oh!Susanna/Scalinatella (Pathé, MG 13)
- gennaio 1952 — Papaveri e papere/Buona Pasqua (Pathé, MG 102)
- 1952 — Tre numeri al lotto (i pappagalli)/Oh!Susanna (Pathé, MG 157)
- 1953 — Tre numeri al lotto (fonit 14852 b)

### Соліст

#### 33 об/хв
- 1954 — Van Wood Quartet (Fonit, LP 143)
- 1955 — L'olandese napoletano (Fonit, LP 146)
- 1955 — L'olandese volante (Fonit, LP 148)
- 1956 — Van Wood Quartet (Fonit, LP 170)
- 1956 — Restiamo in casa stasera con Van Wood (Fonit, LP 180)
- 1956 — Intorno al mondo con Van Wood (Fonit, LP 181)
- 1974 — Guitar magic (Vedette -Phase 6, VPAS 911)
- 1981 — Sotto il segno di Van Wood (RCA Linea Tre, NL 33176)

#### EP
- 1955 — Van Wood Quartet n° 1 (Fonit, EP 4040)
- 1956 — Van Wood Quartet n° 8 (Fonit, EP 4066)
- 1956 — Van Wood Quartet n° 9 (Fonit, EP 4067)
- 1958 — Van Wood Quartet (Fonit, EP 4305)

#### 45 об/хв
- 1956 — Tell Me Why/Walking My Baby Back Home (Vis Radio, Vi 4729)
- 1956 — Oho-Aha (ciao)/Baby bu (Fonit, SP 30004)
- 1959 — Bella/Il giramondo (Fonit, SP 30640)
- 1959 — Ricordo un blues/La primavera (Fonit, SP 30641)
- 1959 — Bella/Our Tune (Fonit, SP 30642)
- 1975 — Una piccola città/Le sigle di Circo Dieci (Edibi, EDF 1101)
- 1982 — Una domenica sportiva/Vattene (Fonit, SP 1784)

### Сингли
| Рік  | Назва                                                  | Додаткова інформація         |
| ---- | ------------------------------------------------------ | ---------------------------- |
| 1956 | «Il telefono» / «I Pesciolini»                         | Fonit (15075) 78 об/хв       |
| 1956 | «Ciao (Oho-Aha)» / «Baby bu»                           | Fonit (15191) 78 об/хв       |
| 1956 | «Mia'cara Carolina» / «Fofo 'piccolo fofo»             | Fonit (15321) 78 об/хв       |
| 1956 | «Van Wood's rock» / «Due rane e un cane»               | Fonit (15475) 78 об/хв       |
| 1957 | «Gooi me de sleutel!!! (Butta la chiave)» / «Oh la la» | Fonit (15650) 78 об/хв       |
| 1958 | «Tipitipitipso» / «Lucia, Luci»                        | Philips (P 15531 H) 78 об/хв |
| 1982 | «Una domenica sportiva» / «Vattene»                    | Fonit (SP 1784)              |

## Фільмографія
| Рік  | Назва                    | Роль  | Інші примітки              |
| 1956 | Cantando sotto le stelle |       | Режисер — Маріно Джироламі |
| 1989 | Нічний клуб              | Камео | Режисер — Серхіо Корбуччі  |